# Fuirosos
Fuirosos és una entitat de població del municipi de Sant Celoni. El 2012 s'hi comptabilitzaven 11 habitants. Hi destaca l'església de Sant Cebrià, dedicada també a Sant Roc, i el forn de vidre. El nucli de població de Fuirosos és a la vall de la riera del mateix nom, que neix al municipi de Tordera. Fuirosos es troba a l'extrem nord-occidental del massís del Montnegre, al límit est del municipi de Sant Celoni. Una pista forestal comunica amb Viabrea i la Batllòria.